# Consuelo González de Perdomo
Pour les articles homonymes, voir González et Perdomo.
Consuelo González de Perdomo (née le 20 juillet 1950 à Pitalito, Colombie), est une femme politique colombienne du Parti libéral, et possède une longue carrière de mandats populaires.
Elle est née à Pitalito, Huila en Colombie.
Elle a été mariée à Jairo Perdomo, et est la mère de deux filles, Patricia Helena et María Fernanda.

## Enlèvement
Elle a été élue conseillère municipale de Pitalito, députée régionale, et représentante à la Chambre à deux occasions. Son second mandat (1998-2002) n'a pu être achevé, à la suite de son enlèvement par les FARC.
Consuelo Gonzalez a été enlevée le 10 septembre 2001 par la colonne "Teófilo Forero", corps d'élite des FARC (et dont 6 membres ont été depuis capturés par l'armée colombienne), sur une route du département colombien de Huila (sud de la Colombie), au lieu-dit Puente de Río Neiva.
Elle fait partie des 45 otages que les FARC souhaitent échanger contre 500 de leurs guérilleros. La dernière preuve de vie de Consuelo Gonzalez fournie par les FARC date de 2003, quand sa signature figura, avec celle d'autres politiciens colombiens détenus dans la jungle, au bas d'une lettre demandant l'aide des Nations unies pour régler le problème des otages.

Une photo la montrant en compagnie des sénateurs colombiens Jorge Eduardo Gechen et Gloria de Lozada, également détenus par les FARC, a aussi été diffusée par les guérilleros.
Durant sa captivité, ses enfants se sont mariés, et une de ses filles a eu elle-même un enfant, dont elle ne fera la connaissance qu'à son retour à la liberté.
Son mari Jairo Perdomo, ancien membre du Congrès, est décédé le 4 janvier 2003 d'un problème cardiaque, alors que sa femme était détenue par les guérilleros.

## Libération
Selon un communiqué publié par l'agence de presse cubaine Prensa Latina, les FARC annoncent le 18 décembre 2007 sa libération prochaine, en même temps que Clara Rojas et son fils Emmanuel. Toutefois, après plusieurs jours d'attente, l'opération de récupération des otages, baptisée "Opération Emmanuel", a dû être annulée le 4 janvier 2008, les FARC n'ayant procédé à aucune libération.

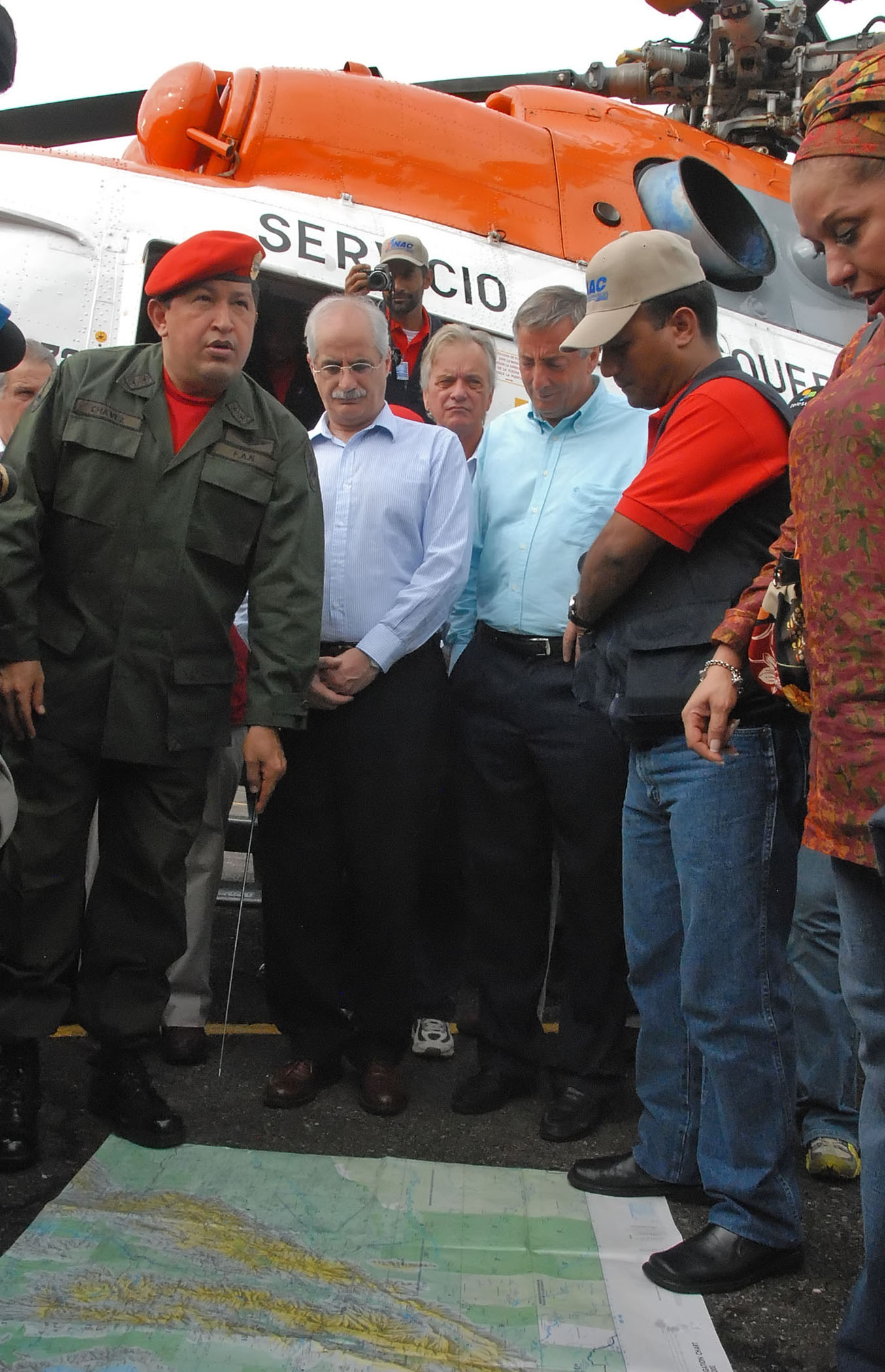
Hugo Chávez, président du Venezuela, montrant la carte de l'"Opération Emmanuel" de libération des otages des FARC

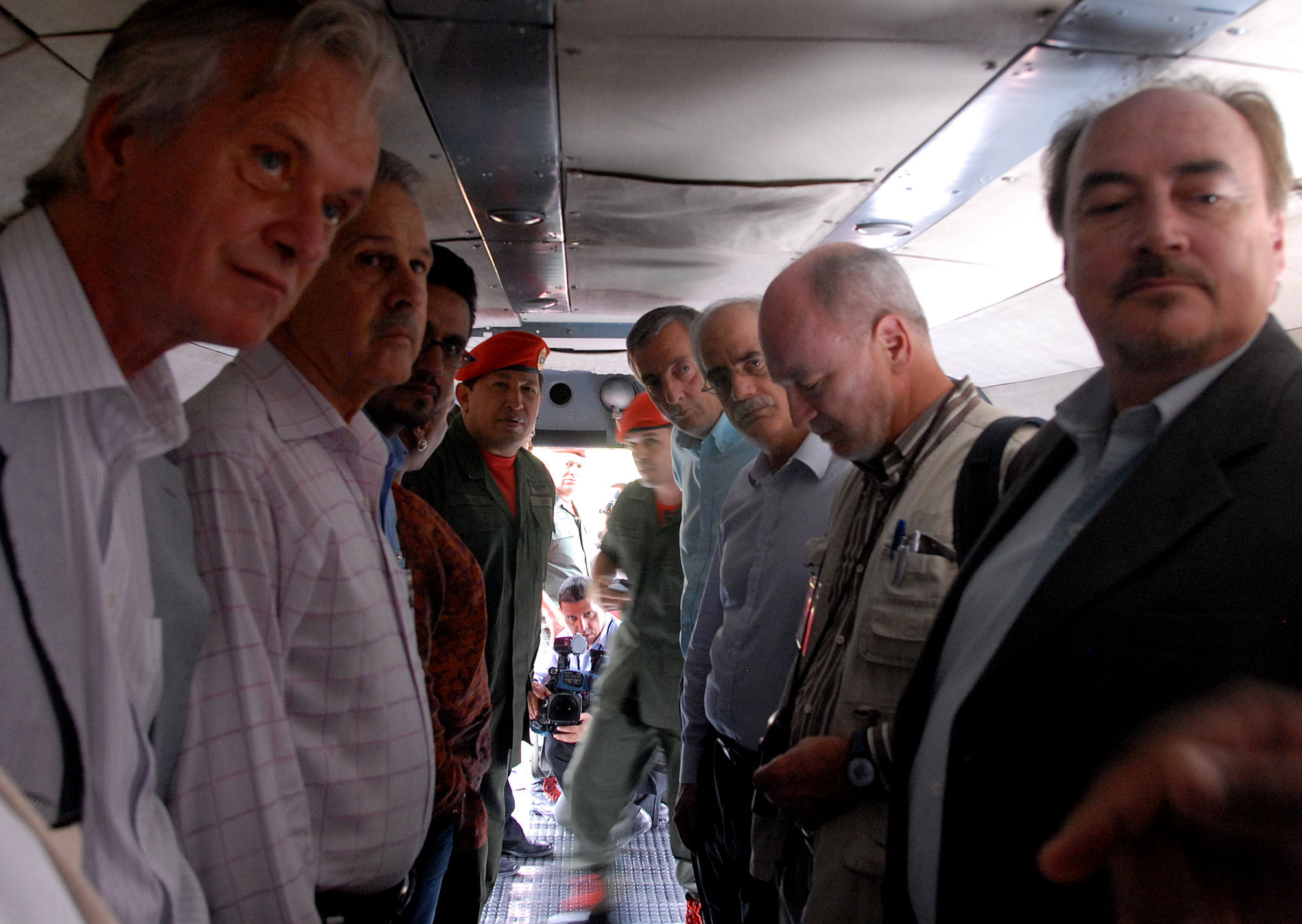
Hugo Chávez avec les garants internationaux de l'"Opération Emmanuel"

Une nouvelle opération de libération de Consuelo Gonzalez et de plusieurs autres otages a commencé le 10 janvier 2008 à 12h15.

A 17h20 (heure de Paris) le même jour, le CICR confirmait la libération de Clara Rojas et de la sénatrice Consuelo Gonzalez, recueillies dans la jungle (près de San José de Guaviare) par deux hélicoptères ayant à leurs bords des membres de la Croix-Rouge,le ministre vénézuélien des Relations intérieures et de la Justice Ramón Rodríguez Chacín, l'ambassadeur de Cuba au Venezuela Germán Sánchez et la sénatrice colombienne Piedad Córdoba.
Après avoir été libérée par les FARC, ainsi que Clara Rojas, Consuelo Gonzalez a été transférée en hélicoptère jusqu'à l'aéroport vénézuélien de Santo Domingo (à la frontière avec la Colombie). De là, un avion a emmené les deux femmes à l'aéroport de Maiquetia à Caracas (Venezuela), où elles ont retrouvé les membres de leurs familles qui les attendaient.
Consuelo González apportait également des preuves de vie des ex-parlementaires colombiens Jorge Eduardo Gechem, Gloria Polanco et Orlando Beltrán, de l'ancien gouverneur du département colombien du Meta, Alan Jara, et de quatre membres de l'armée et de la police, tous encore détenus par les FARC,.
Après sa libération, Consuelo Gonzalez a annoncé qu'elle souhaitait participer aux efforts en cours pour la libération des autres otages des FARC. Elle a été reçue avec Clara Rojas par le président colombien Alvaro Uribe le 15 janvier 2008 à Bogota.

## Sources
- Site Univision
- Journal La Republica, de Bogota (Colombie)